# Léon
Léon – miejscowość i gmina we Francji, w regionie Nowa Akwitania, w departamencie Landy.
Według danych na rok 1990 gminę zamieszkiwało 1330 osób, a gęstość zaludnienia wynosiła 21 osób/km² (wśród 2290 gmin Akwitanii Léon plasuje się na 321. miejscu pod względem liczby ludności, natomiast pod względem powierzchni na miejscu 85.).